# Rajd Niemiec 2007

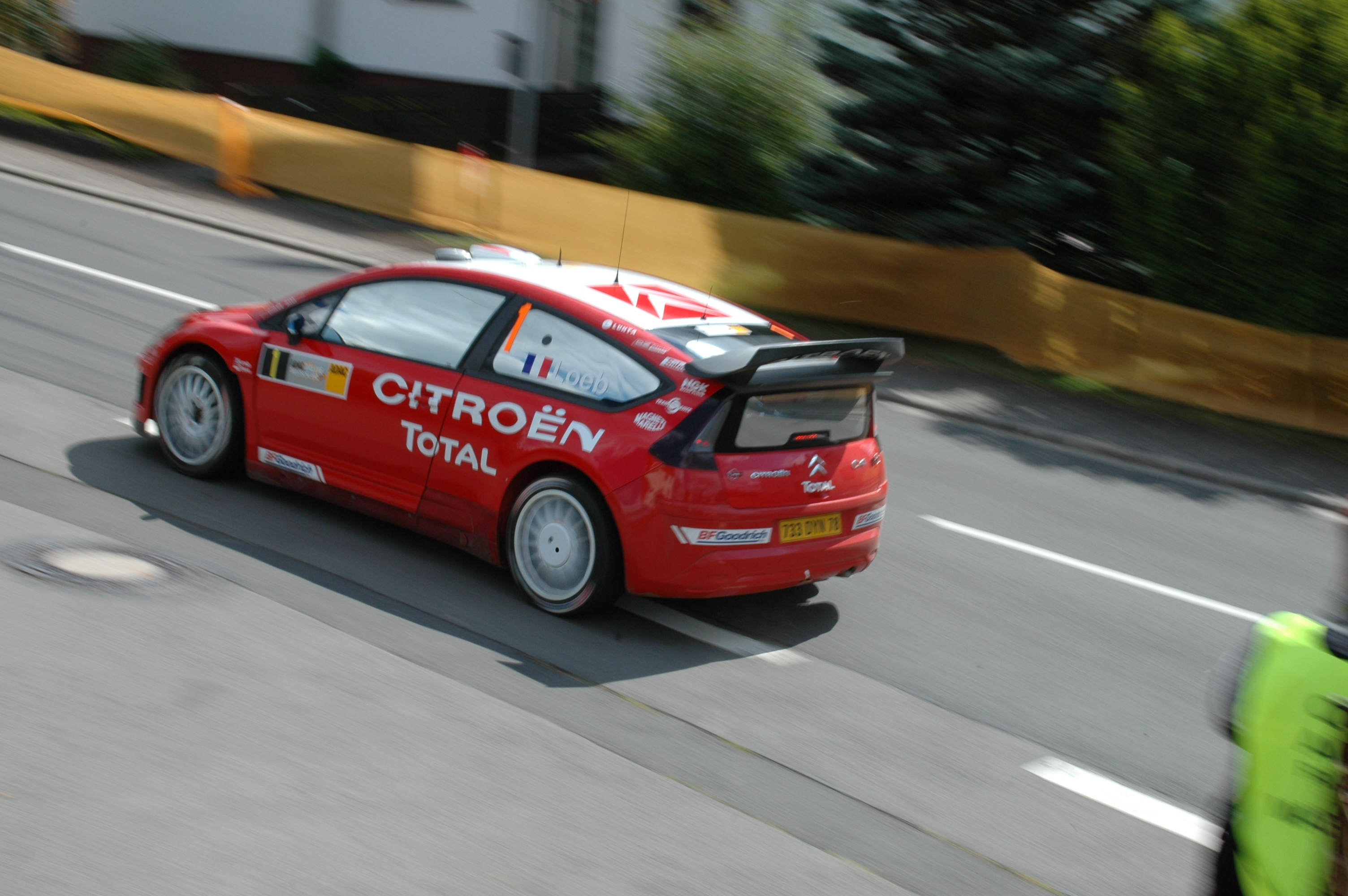
Zwycięzca rajdu Niemiec 2007 Sébastien Loeb

Rezultaty Rajdu Niemiec (26. OMV ADAC Rallye Deutschland), 10. rundy Rajdowych Mistrzostw Świata w 2007 roku, który odbył się w dniach 17–19 sierpnia:

## Przebieg rajdu

### Etap 1 (piątek)
Rajd rozpoczął się tak, jak zakończył w zeszłym roku – Sébastien Loeb wygrał pierwszą próbę (Ruwertal/Fell 1) i tym samym objął prowadzenie w rajdzie. Francuz już od startu jechał bardzo szybko, jego przewaga nad najbliższym rywalem wyniosła aż 3 sekundy, jednak najważniejsza i jednocześnie najbardziej zaskakująca była różnica w czasach Mistrza Świata i jego największego rywala, Marcusa Gröholnma – aż 10 sekund. Na drugim miejscu uplasował się długo nieobecny na rajdowych trasach za kierownicą WRC François Duval. Belg od początku typowany był na jednego z faworytów, jednak wielką niewiadomą było czy będzie w stanie wytrzymać tempo narzucone przez Loeba na wszystkich sześciu próbach rozgrywanych pierwszego dnia.
Na drugim odcinku Marcus wyraźnie zaczął wracać do formy, o czym świadczył uzyskany drugi czas, zaraz za Loebem. Duval wciąż walczy o pierwszą pozycję, jest trzeci na OS2. Próba nie okazała się jednak szczęśliwa dla Chrisa Atkinsona – Australijczyk po fenomenalnym występie w Finlandii i czwartej pozycji po pierwszej próbie rokował bardzo dobrze, jednak wycieczka w plener kosztowała go kolosalne 8 minut i 2.4 sekundy straty oraz spadek na daleką, 90. pozycję.

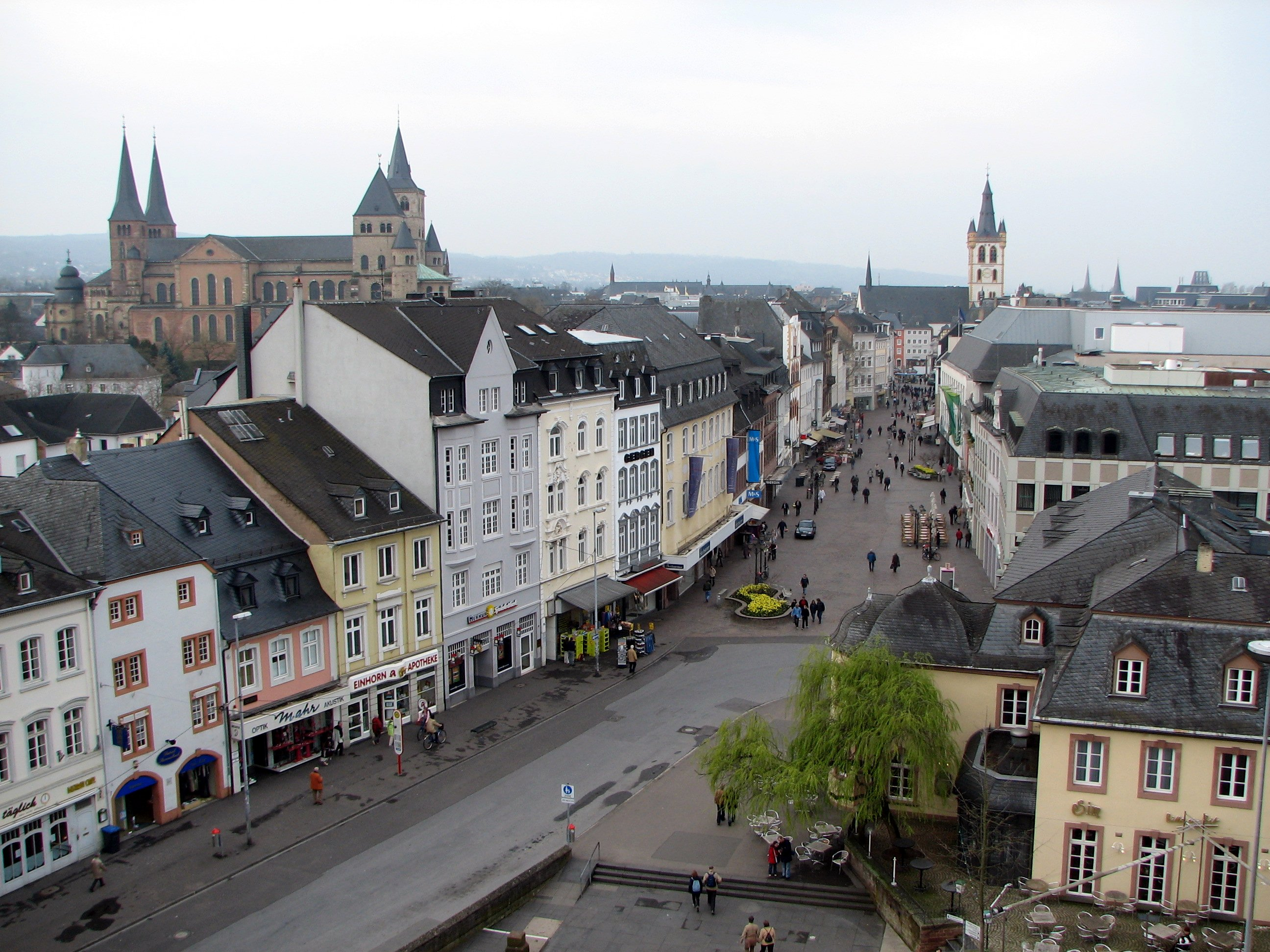
Trewir, baza rajdu.

Duval złamał hegemonię Loeba wygrywając OS3, jednak jedynie o 0.4s. Francuz, uznawany za króla niemieckich asfaltów wciąż zachowuje 5.8s przewagę nad Belgiem. Równo jadący Dani Sordo zjeżdża do pierwszego serwisu na trzeciej pozycji, tym samym Citroëny po pierwszej pętli zajmują całe podium. Zaraz za nimi znajduje się Grönholm, wciąż mając w zasięgu najwyższe pozycje. Petter Solberg również bardzo dobrze rozpoczął dzień, miał dwa piąte oraz jeden szósty czas – to właśnie on zamyka pierwszą piątkę.
W czasie pierwszego serwisu spadł deszcz, czyniąc wybór opon jednym z największych wyzwań, przed jakim stanęły zespoły pierwszego dnia. Mokra nawierzchnia oraz prognozy zapowiadające słoneczną pogodę sprawiły zawodnikom niemiłą niespodziankę.
Pierwsza próba drugiej pętli (Ruwertal/Fell 2), składającej się z ponownych przejazdów pierwszych trzech oesów, padła łupem Mikko Hirvonena, który pokonał Duval o 0.5s, a Loeba o 3.3. Sordo zaczął bardzo dobrym tempem, jednak miał drobną przygodę na jednym z nawrotów – Hiszpan obrócił się o 360 stopni i tym samym oddał trzecie miejsce Grönholmowi. Także norweski kierowca Subaru miał kłopoty – w jakiś sposób uszkodził samochód i później skarżył się na silne wibracje w przodzie Imprezy. Pozostali kierowcy japońskiego producenta, Atkinson i Pons, byli kolejno 4. i 5..
Mimo że Duval nie wygrał czwartej próby, ukończył ją ponad dwie sekundy przez Sébastienem, tym samym mocno zmniejszył swoją stratę do Francuza. Nie poprzestał na tym, wygrywając Gafschaft Veldenz 2 (OS5) o kolejne 1.3s, pozostawiając liderowi jedynie 1.7s przewagi. Sordo był szybszy niż na poprzednim przejeździe, jednak nie był w stanie dotrzymać kroku Fordom prowadzonym przez latający Finów. Agresywnie jadący Hirvonen zbliżył się do nr. 2 Citroëna na 1.6s. Solberg zaczął tracić czas przez pogłębiające się problemy z samochodem. Spadł o kolejne oczko, na siódmą pozycję. Jeszcze gorzej poradził sobie jego starszy brat Henning, który urwał koło i musiał wycofać się ze swojego drugiego asfaltowego rajdu w karierze. Problemy braci wykorzystał Jan Kopecký, który uzyskując siódmy czas przesunął się na ósme miejsce w klasyfikacji generalnej.
Tak niewielkie różnice w czołówce sprawiły, że ostatnia próba budziła wielkie emocje. Niespodziewanie zwyciężył Atkinson, który stwierdził, że "uspokoił się i jechał «na chłodno»". Duval zameldował się na mecie odcinka drugi i objął prowadzenie w rajdzie wyprzedzając Loeba o 1.3s. Najcięższy cios spadł jednak na Citroëna wtedy, gdy w drugim już z rzędu rajdzie zawiódł silnik w C4 Daniego Sordo. Zaraz za prowadzącą dwójką plasują się fabryczni kierowcy Forda, mając kolejno 17 i 22 sekundy straty. Toni Gardemeister regularnie notował czasy w pierwszej ósemce, dzięki czemu pod koniec pierwszego dnia zajmuje piątą lokatę. Problemy Solberga pomogły czeskiemu kierowcy Škody – Kopecký jest szósty. Jedynym punktującym kierowcą Subaru jest Pons na ósmym miejscu. Ostatni punkt jak na razie przypada Jari-Mattiemu Latvali za kierownicą Focusa RS WRC 06, coraz pewniej jadącemu po asfaltach.

### Etap 2 (sobota)
Prognozy pogody na sobotę zapowiadały słoneczną pogodę, więc tym razem błoto nanoszone na asfalt nie było aż tak dużym problem, jednak kierowcy wciąż musieli uważać na szuter i kamienie pozostające na drodze po wcześniejszych przejazdach.
Sensacyjny lider rajdu, François Duval, już od początku dnia był w centrum uwagi – nie wytrzymał jednak ciśnienia i już na pierwszym odcinku drugiego etapu dwukrotnie popełnił poważny błąd wypadając z trasy i przestrzeliwując skrzyżowanie. W rezultacie z 15.2s straty spadł z powrotem na drugą pozycję, za Loeba. Mikko Hirvonen był najszybszy na OS7, tym samym przesunął się przed swojego kolegę z zespołu, Marcusa Grönholma. Petter Solberg już od samego startu miał problemy z samochodem i obawiał się, że powtórzy się historia z Finlandii.
OS Bosenberg 1 to kolejny błąd Duvala – tym razem zbyt szybko wszedł w zakręt i wypadł z trasy, wykonując dwa pełne obroty na przydrożnej łące. Przygoda kosztowała go spadek o kolejne dwie pozycje, za oba Fordy. Próbę wygrał Sébastien Loeb, tym samym umacniając się na prowadzeniu z 25s przewagi. Za nim na mecie odcinka zameldował się Marcus, a jego strata do młodszego Fina za kierownicą Focusa zmniejszyła się do zaledwie 0.2s. Solberg wciąż ma problemy z samochodem i do serwisu zjeżdża mając raptem 1.5s przewagi nad hiszpańskim kolegą z zespołu, Xevi Ponsem.
Grönholm zaatakował na kolejnej próbie wygrywając odcinek Erzweiler 1, odnosząc pierwsze zwycięstwo oesowe w tegorocznej edycji ADAC Rallye Deutschland i jednocześnie wskoczył przed Hirvonena na drugie miejsce. Duval wciąż popełnia błędy i traci kolejne sekundy do umacniającego się na trzecim miejscu młodego Fina. Solberg powraca do walki notując dobry, piąty czas na próbie. Najszybszym kierowcą Subaru był jednak Chris Atkinson, który co prawda nie ma już wielkich szans na punkty przez przygodę na OS2, ale na mecie OS9 melduje się trzeci.

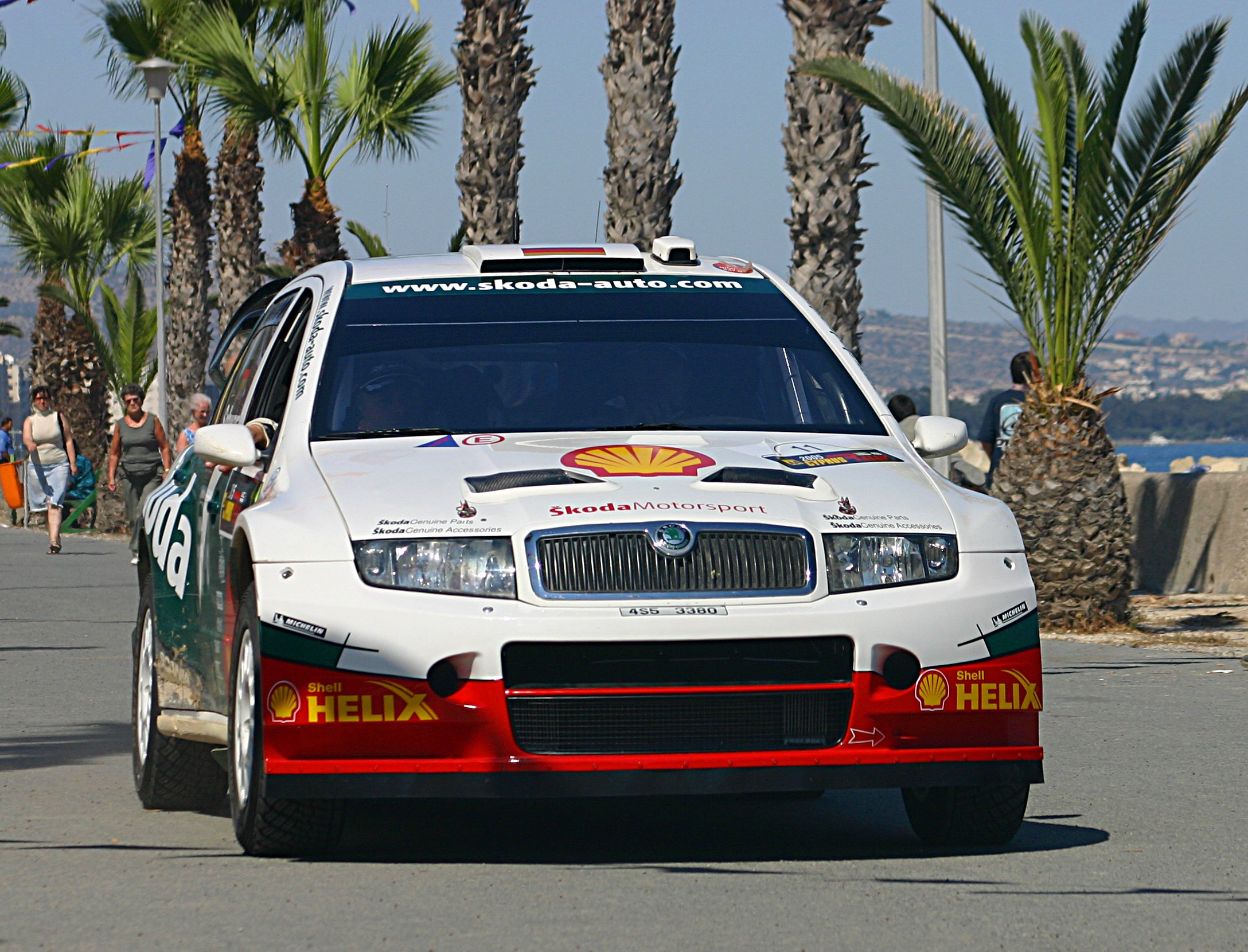
Škoda Fabia WRC, jaką prowadził w czasie rajdu Jan Kopecký.

Najdłuższy oes rajdu, Arena Panzerplatte to jednocześnie najbardziej dramatyczny odcinek dnia. Wygrał go Loeb, jeszcze bardziej oddalając się od stawki, w której rozegrało się kilka bitew o pozycje. Pierwsza z nich to walka Hirvonena z Duvalem – Belg był czwarty, dzięki czemu awansował na trzecią pozycję w rajdzie. Mikko dojechał piąty po niespodziewanym kontakcie z belą siana ustawioną na poboczu, prawdopodobnie zasłaniającą "Hinkelstein" stojący obok drogi. W samochodzie do tej pory będącego na piątej pozycji w generalce Toniego Gardemeistera zawiodła hydraulika i stracił wspomaganie kierownicy w swojej Xsarze. Wykorzystał to plasujący się zaraz za nim Jan Kopecký i mimo problemów z silnikiem wyprzedził Fina zarówno na próbie, jak i w klasyfikacji generalnej.
Po popołudniowym serwisie kierowcy wyruszyli na ponowny przejazd porannych odcinków. Hirvonen znów wygrał OS St Wendeler Land, ale nie był wystarczająco szybki, żeby odzyskać trzecią pozycję. Przed próbą nr. 12 Duval wciąż miał 0.2s przewagi. Gardemeister także próbował odzyskać straconą pozycję, ale nie odrobił wiele i wciąż był 2.9s za Czechem. Jednocześnie z tyłu naciskał go Solberg, którego dzieliło już tylko 2.9s od kierowcy Xsary.
Drugi przejazd odcinka Bosenberg niespodziewanie padł łupem Atkinsona. Australijczyk już wcześniej miał kilka bardzo dobrych czasów, jednak tym razem jego przewaga była bardzo duża – drugi Loeb stracił do Chrisa ponad 5 sekund. Trzeci był Duval, ponownie odjeżdżając Hirvonenowi. Także Kopecký powiększył różnicę między sobą a Gardemeisterem na ostatniej próbie przed ostatnim serwisem.
Loeb wygrał przedostatni oes drugiego etapu, zaledwie 2 sekundy za nim na mecie zameldował się Chris Atkinson, utrzymujący wysokie tempo. Gardemeister był trzeci, tym razem wyprzedzając czeskiego kierowcę Škody Fabii. Hirvonen odrobił 1.4s do François Duvala tym samym odebrał mu trzecią pozycję. Henning Solberg, który od wycofania się z rajdu nie liczył się w walce, uderzył w kamień i uszkodził zawieszenie i znów musiał korzystać z pomocy osób trzecich.
Ostatnia sobotnia próba to znów zwycięstwo Atkinsona nad francuskim Mistrzem Świata, jednak oczy wszystkich skierowane były na walkę o trzecie i piąte miejsce: Duval ukończył odcinek trzeci, 5.3s przed Hirvonenem i powrócił na trzecią pozycję, zapewniając sobie start do trzeciego etapu z 5.1s przewagą. Toni Gardemeister naciskał trochę zbyt mocno i uszkodził koło, jednak udało mu się zanotować ósmy czas. Jego błąd pozwolił Kopeckiemu odzyskać piątą lokatę z 2.7s przewagi nad Finem. Ostatnie punktowane pozycje zajmują dwaj kierowcy Subaru WRT – Petter Solberg i Xavier Pons.
Grönholm pod koniec dnia zajmuje drugą lokatę, jednak jego przewaga nad Duvalem to tylko 12.6 sekundy, a w niedzielę kierowcy wracają na asfalty biegnące wśród winnic, gdzie Duval pokazał w piątek, że potrafi być bardzo szybki.

### Etap 3 (niedziela)
Dzień rozpoczął się odcinkiem Dhrontal, na którym najszybszy okazał się François Duval, czym potwierdził swoją wysoką formę na krętych drogach wśród winnic, jaką prezentował także pierwszego dnia. Jego przewaga nad Hirvonenem tylko na tym oesie wyniosła aż 10.5 sekundy, pozbawiając młodego Fina szans na odzyskanie pozycji w równej walce. Na mecie odcinka Mikko przyznał się, że zaryzykował z wyborem opon i wyruszył na trasę na dużo bardziej miękkiej mieszance niż reszta stawki, co okazało się kosztownym błędem. Za to Duval zaczął gwałtownie zbliżać się do Grönholma, zagrażając jego odległej o zaledwie 10 sekund drugiej pozycji. Toni Gardemeister po raz kolejny wyprzedził Fabię Kopeckiego w klasyfikacji generalnej, tym razem o zaledwie 0.6s. Petter Solberg, tym razem już w pełni zadowolony z samochodu, notuje czwarty czas na odcinku i dołącza się do bitwy o piątą pozycję. Nie poszczęściło się jednak jego koledze z zespołu, Xevi Ponsowi, który po awarii silnika musiał wycofać się z rajdu.
OS16 był najdłuższą, a zarazem najbardziej techniczną próbą dnia. Zawiódł na niej Chris Atkinson, który rozbił się zaraz za trzecim punktem pomiaru czasu. Triumfował znów Duval, jednak Grönholm nie ustąpił pola i stracił do Belga jedynie 0.1s. Solberg utrzymywał szybkie tempo i jego strata do szóstej pozycji zmalała do 7.6s. Gardemeister wygrał na 18-kilometrowej trasie pojedynek z Kopeckim i powiększył przewagę nad nim do 1.6 sekundy.

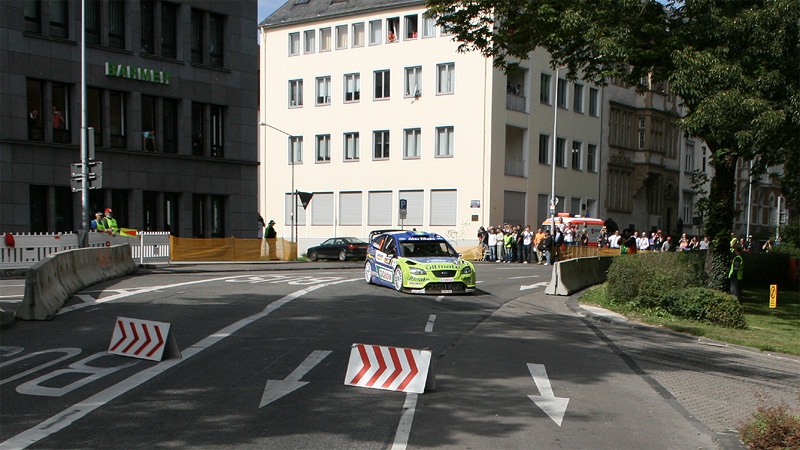
Marcus Grönholm na trasie superoesu Cirsus Maximus, rozegranego na ulicach Trewiru.

Kolejną próbą był pokazowy OS Circus Maximus, stworzony całkowicie na potrzeby widzów. Różnice w czasach były bardzo niewielkie, a kręty miejski odcinek padł łupem Duvala, będąc jego trzecim z rzędu oesowym zwycięstwem.
W serwisie ekipa Subaru zmuszona była wymienić skrzynię biegów i sprzęgło w samochodzie Pettera Solberga. Mechanicy byli bardzo szybcy, jednak to nie wystarczyło – Norweg otrzymał 10 sekund kary za zbyt późne opuszczenie parku serwisowego. Bardziej jednak go to ucieszyło niż zmartwiło, ponieważ mógł pewniej ruszyć do walki o piątą pozycję, do której teraz tracił 17 sekund.
Przedostatnia próba rajdu, drugi przejazd przez OS Dhrontal, to kolejne zwycięstwo Duvala, który tym razem odrobił do Grönholma aż 3.8 sekundy, pozostawiając Finowi jedynie 5.6s przewagi przed ostatnim, najdłuższym odcinkiem trzeciego etapu. Gardemeister przebił oponę i miał problemy z samochodem, przez co ukończył próbę daleko za czołówką i w klasyfikacji generalnej spadł aż o dwie pozycje, za Kopeckiego i Solberga. Petter, teraz już szósty, wciąż musiał odrobić 16.2s aby wyprzedzić czeskiego rajdowca.
Duval okazał się najszybszy na OS19, tym samym wygrywając wszystkie odcinki niedzielnego etapu. Jednak to napięcie pokonało Marcusa Grönholma – jechał bardzo szybko i na ostatniej próbie notował czasy lepsze od Belga, ale pod koniec trasy, na skutek incydentu z krową stojącą na poboczu, rozproszył się i wypadł z trasy bardzo ciężko uszkadzając tył Focusa (zniszczone zawieszenie i wręcz wyrwane koło). Udało mu się dotrzeć do mety i ukończyć rajd, jednak stracił ponad 40 sekund i spadł na 4 miejsce, za swojego kolegę z zespołu. Jan Kopecký wyrównał swój najlepszy rezultat w rajdach WRC i zdołał obronić piątą pozycję przed atakiem Solberga, choć zostało mu jedynie 7.8s przewagi. Jari-Mattiemu Latvali przypadł ostatni punkt w klasyfikacji kierowców.
Zaskakującą informacją było zakończenie kariery przez Jakke Honkanena, pilota Gardemeistera, który ogłosił je niespodziewanie zaraz po zakończeniu rajdu, jeszcze w czasie postoju w PKC.
Mimo końcówki zdominowanej przez pojedynek Duval-Grönholm, to Sébastien Loeb kontrolował cały rajd i to on dopisuje do swojego dorobku w Mistrzostwach 10 punktów, tym samym odrabiając aż 5 do prowadzącego w klasyfikacji Marcusa.

## Klasyfikacja ostateczna
| Msc.     | Kierowca           | Pilot             | Samochód               | Czas      | Strata   | Grupa | Punkty |
| WRC      | WRC                | WRC               | WRC                    | WRC       | WRC      | WRC   | WRC    |
| -------- | ------------------ | ----------------- | ---------------------- | --------- | -------- | ----- | ------ |
| 1.       | Sébastien Loeb     | Daniel Elena      | Citroën C4 WRC         | 3:27:27.5 | 0.0      | A8 M  | 10     |
| 2.       | François Duval     | Patrick Pivato    | Citroën Xsara WRC      | 3:27:47.8 | 20.3     | A8 M  | 8      |
| 3.       | Mikko Hirvonen     | Jarmo Lehtinen    | Ford Focus RS WRC 07   | 3:28:46.6 | 1:19.1   | A8 M  | 6      |
| 4.       | Marcus Grönholm    | Timo Rautiainen   | Ford Focus RS WRC 07   | 3:29:04.0 | 1:36.5   | A8 M  | 5      |
| 5.       | Jan Kopecký        | Filip Schovánek   | Škoda Fabia WRC        | 3:30:34.6 | 3:07.1   | A8    | 4      |
| 6.       | Petter Solberg     | Phil Mills        | Subaru Impreza WRC     | 3:30:42.2 | 3:14.7   | A8 M  | 3      |
| 7.       | Toni Gardemeister  | Jakke Honkanen    | Citroën Xsara WRC      | 3:31:05.0 | 3:37.5   | A8    | 2      |
| 8.       | Jari-Matti Latvala | Miikka Anttila    | Ford Focus RS WRC 06   | 3:32:56.8 | 5:29.3   | A8 M  | 1      |
|          |                    |                   |                        |           |          |       |        |
| 13.      | Henning Solberg    | Cato Menkerud     | Ford Focus RS WRC '06  | 3:54:29.5 | +27:02.0 | A8 M  |        |
|          |                    |                   |                        |           |          |       |        |
| 15.      | Chris Atkinson     | Stéphane Prévot   | Subaru Impreza WRC '07 | 3:55:50.4 | +28:22.9 | A8 M  |        |
| JWRC     |                    |                   |                        |           |          |       |        |
| 1. (11.) | Martin Prokop      | Jan Tománek       | Citroën C2 S1600       | 3:52:26.9 | 0.0      | A6    | 10     |
| 2. (12.) | Urmo Aava          | Kuldar Sikk       | Suzuki Swift S1600     | 3:53:16.4 | 49.5     | A6    | 8      |
| 3. (14.) | Conrad Rautenbach  | David Senior      | Citroën C2 S1600       | 3:54:42.8 | 2:15.9   | A6    | 6      |
| 4. (20.) | Aaron Burkart      | Michael Kölbach   | Citroën C2 S1600       | 3:56:51.0 | 4:24.1   | A6    | 5      |
| 5. (25.) | Jozef Béreš jun.   | Petr Starý        | Renault Clio S1600     | 4:01:16.5 | 8:49.6   | A6    | 4      |
| 6. (27.) | Jaan Mölder jr.    | Katrin Becker     | Suzuki Swift S1600     | 4:01:49.3 | 9:22.4   | A6    | 3      |
| 7. (30.) | Yoann Bonato       | Benjamin Boulloud | Citroën C2 R2          | 4:05:32.5 | 13:05.6  | A6    | 2      |
| 8. (32.) | Aigar Pärs         | Ken Järveoja      | Citroën C2 S1600       | 4:05:48.3 | 13:21.4  | A6    | 1      |

1. ↑  Litera M przy oznaczeniu grupy do której należy samochód oznacza, iż tylko ci kierowcy zdobywali punkty dla swoich zespołów liczonych w klasyfikacji producentów na koniec sezonu.

## Nie ukończyli
- Michał Kościuszko – awaria (OS1);
- Erik Wevers – awaria (OS2);
- Thomas Schie – awaria (OS4/5);
- Daniel Sordo – awaria silnika (OS6);
- Patrick Sandell – wykluczony – korzystał z niedozwolonej pomocy (po OS6);
- Manfred Stohl – awaria silnika (OS9);

## Odcinki Specjalne
| Etap       | Odcinek | G. rozp. | Nazwa                    | Długość  | Zwycięzca   | Czas    | Pr. śr.     | Lider rajdu |
| ---------- | ------- | -------- | ------------------------ | -------- | ----------- | ------- | ----------- | ----------- |
| 1 (17 sie) | OS1     | 10:13    | Ruwertal / Fell 1        | 19,79 km | S. Loeb     | 11:04.2 | 107,26 km/h | S. Loeb     |
| 1 (17 sie) | OS2     | 11:26    | Grafschaft Veldenz 1     | 23,40 km | S. Loeb     | 13:12.4 | 106,31 km/h | S. Loeb     |
| 1 (17 sie) | OS3     | 12:09    | Schones Moselland 1      | 21,46 km | F. Duval    | 12:22.9 | 103,99 km/h | S. Loeb     |
| 1 (17 sie) | OS4     | 15:17    | Ruwertal / Fell 2        | 19,79 km | M. Hirvonen | 11:34.2 | 102,63 km/h | S. Loeb     |
| 1 (17 sie) | OS5     | 16:30    | Gafschaft Veldenz 2      | 23,40 km | F. Duval    | 13:30.6 | 103,92 km/h | S. Loeb     |
| 1 (17 sie) | OS6     | 17:13    | Schones Moselland 2      | 21,46 km | C. Atkinson | 12:18.5 | 104,61 km/h | F. Duval    |
| 2 (18 sie) | OS7     | 08:33    | St Wendeler Land 1       | 16,37 km | M. Hirvonen | 8:52.6  | 110,65 km/h | S. Loeb     |
| 2 (18 sie) | OS8     | 09:06    | Bosenberg 1              | 19,00 km | S. Loeb     | 10:39.5 | 106,96 km/h | S. Loeb     |
| 2 (18 sie) | OS9     | 10:29    | Erzweiler 1              | 16,51 km | M. Grönholm | 9:55.9  | 99,74 km/h  | S. Loeb     |
| 2 (18 sie) | OS10    | 11:02    | Arena Panzerplatte 1     | 30,54 km | S. Loeb     | 17:57.4 | 102,05 km/h | S. Loeb     |
| 2 (18 sie) | OS11    | 14:45    | St Wendeler Land 2       | 16,37 km | M. Hirvonen | 8:51.6  | 110,86 km/h | S. Loeb     |
| 2 (18 sie) | OS12    | 15:18    | Bosenberg 2              | 19,00 km | C. Atkinson | 10:27.4 | 109,02 km/h | S. Loeb     |
| 2 (18 sie) | OS13    | 16:41    | Erzweiler 2              | 16,51 km | S. Loeb     | 9:45.5  | 101,51 km/h | S. Loeb     |
| 2 (18 sie) | OS14    | 17:14    | Arena Panzerplatte 2     | 30,54 km | C. Atkinson | 17:49.8 | 102,77 km/h | S. Loeb     |
| 3 (19 sie) | OS15    | 09:18    | Dhrontal 1               | 11,14 km | F. Duval    | 6:59.2  | 95,67 km/h  | S. Loeb     |
| 3 (19 sie) | OS16    | 09:46    | Moselwein 1              | 18,70 km | F. Duval    | 10:40.3 | 105,14 km/h | S. Loeb     |
| 3 (19 sie) | OS17    | 11:11    | SSS Circus Maximus Trier | 4,36 km  | F. Duval    | 3:11.4  | 82,00 km/h  | S. Loeb     |
| 3 (19 sie) | OS18    | 13:24    | Dhrontal 2               | 11,14 km | F. Duval    | 6:53.4  | 97,01 km/h  | S. Loeb     |
| 3 (19 sie) | OS19    | 13:52    | Moselwein 2              | 18,70 km | F. Duval    | 10:32.7 | 106,40 km/h | S. Loeb     |

## Klasyfikacja po 10 rundach
Tabele przedstawiają tylko pięć pierwszych miejsc.

### Kierowcy
| Lp. | Kierowca        | Pkt |
| --- | --------------- | --- |
| 1   | Marcus Grönholm | 80  |
| 2   | Sébastien Loeb  | 72  |
| 3   | Mikko Hirvonen  | 63  |
| 4   | Petter Solberg  | 29  |
| 5   | Daniel Sordo    | 28  |

### Producenci
| Lp. | Producent                  | Pkt |
| --- | -------------------------- | --- |
| 1   | BP Ford World Rally Team   | 143 |
| 2   | Citroën Total WRT          | 102 |
| 3   | Subaru World Rally Team    | 53  |
| 4   | Stobart VK Ford Rally Team | 50  |
| 5   | OMV Kronos Citroën WRT     | 35  |